# Sørvágur

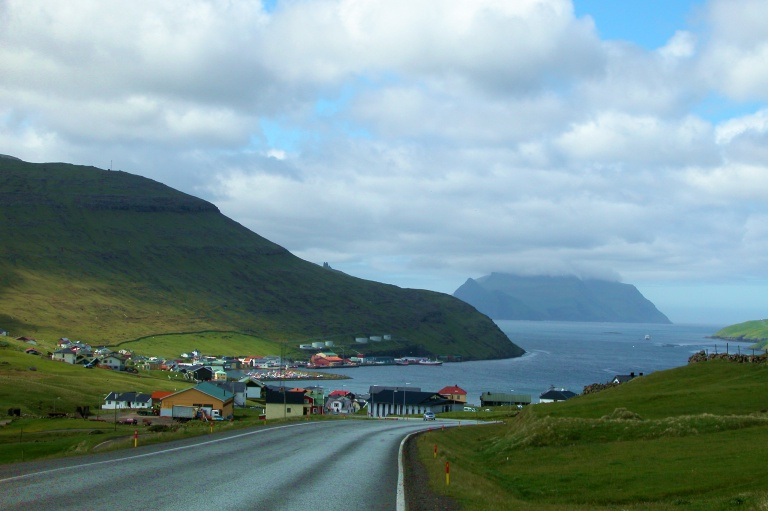
Město Sørvágur, v pozadí ostrov Mykines

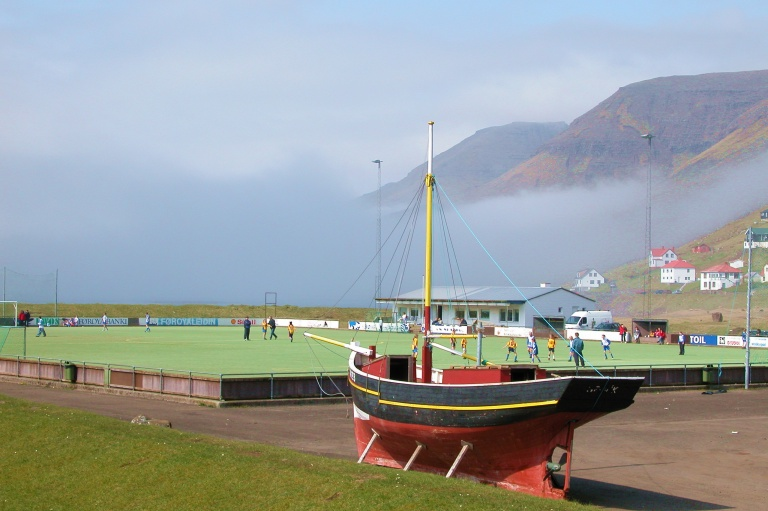
Fotbalový tým SÍ Sørvágur

Sørvágur (dánsky: Sørvåg) je rybářská vesnice na Faerských ostrovech. Vesnice se nachází na ostrově Vágar. Sørvágur je největší vesnice v obci Sørvágs Kommuna. Leží ve fjordu Sørvágsfjørður. Nedaleko vesnice je jediné letiště na Faerských ostrovech Letiště Vágar a také největší jezero Sørvágsvatn. Ve vesnici žilo dne 1. ledna 2007 966 obyvatel. Sørvágur znamená do češtiny Jižní zátoka.

## Statistika
- Fotbalový tým: SÍ Sørvágur
- Obec: Sørvágs Kommuna
- PSČ: FO 380